# Закон зниження енергетичної ефективності природокористування
Закон зниження енергетичної ефективності природокористування - з ходом історичного часу при отриманні корисної продукції з природних систем на її одиницю в середньому витрачається все більша кількість енергії. Збільшуються і енергетичні витрати на одну людину. Витрата енергії на одну людину в ккал/добу в кам'яному столітті була близько 4000, в аграрному суспільстві - 12000, в індустріальну епоху -70000, а в передових розвинених країнах теперішнього часу - 230000-250000 ккал/добу, тобто в 58-62 разів вище, ніж у наших далеких предків. У термінах потужності в даний час на кожного жителя планети припадає 3,2 кВт. У ХХ столітті приріст витрат енергії різко зріс. З початку нашого століття до сучасності кількість енергії, що витрачається на одиницю сільськогосподарської продукції, в розвинених країнах світу зросла в 8-10 разів (табл.). Загальна енергетична ефективність сільськогосподарського виробництва (співвідношення вкладень і одержуваної з готовою продукцією енергії) в промислово розвинених країнах приблизно в 30 разів нижча, ніж при примітивному землеробстві. Підсічно-вогневе землеробство в басейні р. Конго - 1/65. Таке ж землеробство, Нова Гвінея - 1/20. Обробіток кукурудзи із застосуванням добрив в Нігерії - 1/10,5. Обробіток кукурудзи із застосуванням добрив і використанням с/г машин, Філіппіни - 1/5. Виробництво кукурудзи в США - 1/2-2,5. Зростання енергоспоживання в сільськогосподарському і іншому виробництві звільняє робочі руки.
| Рік  | Один фермер міг прогодувати | Число одиниць вкладення енергії на енергетичну одиницю одержаної продукції |
| ---- | --------------------------- | -------------------------------------------------------------------------- |
| 1850 | 4                           | -                                                                          |
| 1900 | 7                           | -                                                                          |
| 1910 | -                           | 1                                                                          |
| 1940 | 11                          | -                                                                          |
| 1950 | -                           | 6                                                                          |
| 1970 | 46                          | 8                                                                          |
| 1974 | 55                          | 10-12                                                                      |
| 1990 | 65                          | -                                                                          |

Проте у ряді випадків збільшення витрат енергії на добрива і обробіток полів в десятки разів приводить лише до вельми незначного (на 10-15%) підвищення врожайності. Це пов'язано з необхідністю паралельно з поліпшенням агротехніки враховувати загальний екологічний стан і обмеження, що накладаються ним. За час з початку 1980-х рр. питомі витрати енергії на виробництво одиниці валового національного продукту (ВНП), в ході рішучих заходів по її економії, в промислово розвинених країнах скоротилися на 15%. Протягом останнього десятиліття ВНП зріс тут на 20%, а споживання енергії лише на 2% (це стало можливо в результаті усунення нераціональних втрат енергії). Однак у той же час в країнах, що розвиваються, витрати енергії збільшилися на 24% і склали 10% від загальносвітового (проти 5% на початку періоду), тобто є тенденція швидкого зростання. Загальне збільшення ВНП та абсолютно необхідне зростання валового національного доходу в країнах, що розвиваються, призведе до подальшого зростання енергоспоживання, а падіння природно-ресурсного потенціалу - до зростання енергетичних витрат.
Цей закон перегукується з четвертим "законом" екології Б. Коммонера "Нічого не дається задарма". Закон має ще один вельми важливий практичний наслідок: зростання енергетичних витрат не може тривати нескінченно. Значить, можна розрахувати ймовірний момент неминучого переходу на нові, енергозберігаючі технології промислового і сільськогосподарського виробництва, уникнувши тим самим термодинамічної (теплової) та екологічної криз. Цей закон в найзагальнішому вигляді сформулював український економіст минулого століття  С.А. Подолинський.